# 20863 Jamescronk
20863 Jamescronk este un asteroid din centura principală, descoperit pe 1 noiembrie 2000, de LINEAR.